# Juberri
Juberri (prononcé en catalan : ʒuˈβɛri/), également écrit Juverri,,, est un village d'Andorre situé dans la paroisse de Sant Julià de Lòria qui comptait 172 habitants habitants en 2017.

## Géographie

### Localisation
Le village de Juberri est situé à une altitude de 1 281 m d'altitude et domine la rive gauche de la Valira. Le sol sur lequel est construit Juberri consiste en des dépôts glaciaires.
Juberri est accessible depuis Sant Julià de Lòria (5 km) par la route CS-130 qui se poursuit jusqu'à la station de La Rabassa (12 km). Juberri se situe également à 600 m à vol d'oiseau de la frontière espagnole.
Le GRP, sentier de grande randonnée formant une boucle s'étendant sur environ 120 km, passe par le village de Juberri. Il en va de même du GR-7 qui permet d'atteindre l'Espagne par le sud ou le village andorran d'Auvinyà au nord.

### Climat
| Mois                              | jan. | fév. | mars | avril | mai  | juin | jui. | août | sep. | oct. | nov. | déc. | année |
| --------------------------------- | ---- | ---- | ---- | ----- | ---- | ---- | ---- | ---- | ---- | ---- | ---- | ---- | ----- |
| Température minimale moyenne (°C) | −3   | −2,8 | −0,6 | 1,5   | 5,2  | 9    | 11,4 | 11,2 | 8,2  | 4,9  | 0,7  | −2   | 3,7   |
| Température moyenne (°C)          | 1,2  | 2,3  | 5    | 6,7   | 10,9 | 15,2 | 18,3 | 17,9 | 14,3 | 10,1 | 4,9  | 1,9  | 9     |
| Température maximale moyenne (°C) | 5,3  | 7,3  | 10,5 | 12    | 16,2 | 21,5 | 24,9 | 24,2 | 20   | 15   | 9    | 5,9  | 14,2  |
| Précipitations (mm)               | 55,1 | 31,3 | 43   | 80,6  | 98,3 | 88,7 | 64,2 | 82,8 | 86,5 | 84,4 | 87,6 | 69,1 | 871,7 |

## Démographie
La population de Juberri était estimée en 1838 à 50 habitants, tout comme en 1875.

### Époque contemporaine
| 1984 | 1985 | 1986 | 1987 | 1988 | 1989 | 1990 | 1991 | 1992 |
| ---- | ---- | ---- | ---- | ---- | ---- | ---- | ---- | ---- |
| 73   | 67   | 76   | 78   | 93   | 95   | 103  | 95   | 103  |

| 1993 | 1994 | 1995 | 1996 | 1997 | 1998 | 1999 | 2000 | 2001 |
| ---- | ---- | ---- | ---- | ---- | ---- | ---- | ---- | ---- |
| 110  | 116  | 135  | 131  | 141  | 152  | 144  | 134  | 142  |

| 2002 | 2003 | 2004 | 2005 | 2006 | 2007 | 2008 | 2009 | 2010 |
| ---- | ---- | ---- | ---- | ---- | ---- | ---- | ---- | ---- |
| 152  | 153  | 163  | 162  | 156  | 156  | 162  | 173  | 183  |

| 2011 | 2012 | 2013 | 2014 | 2015 | 2016 | 2017 | - | - |
| ---- | ---- | ---- | ---- | ---- | ---- | ---- | - | - |
| 175  | 182  | 190  | 190  | 196  | 183  | 172  | - | - |

## Patrimoine
- Dans le village se trouve l'église Sant Esteve de Juberri dont la construction a probablement eu lieu entre le XIe siècle et le XIIe siècle. Cette église possède les caractéristiques architecturales habituelles des églises andorranes de style roman : nef rectangulaire, abside semi-circulaire et clocher-mur[12].
- Des excavations ont mis au jour à Juberri et plus précisément au lieu-dit de la Feixa del Moro trois tombes en ciste du néolithique. L'une d'entre elles est vieille de près de 5 000 ans. Ces tombes ont notamment livré quelques objets en relation avec la culture des céréales[13],[14].

## Toponymie
Une origine bascoïde est avancée à partir de la racine zub signifiant « pont » et de -erri qui est un suffixe fréquemment utilisé comme finale dans la toponymie basque. Le sens de Juberri serait donc « lieu du pont ». 
Une autre formation a été proposée reprenant le suffixe basque -erri mais proposant une origine latine à la partie initiale du toponyme. Celui-ci proviendrait alors de jou signifiant « col » lui-même issu du latin iugum. Cette dernière hypothèse est d'ailleurs soutenue par le linguiste catalan Joan Coromines.
De nombreuses formes toponymiques anciennes sont attestées : Ioverre (la plus ancienne, datant du Xe siècle), Iioverre, Iuverra, Iuverre, Iuvera, Iuverre, Joverre et Juverre.